# Летічіа Роман
Леті́чіа Ро́ман (італ. Letícia Román) (справжнє ім'я Леті́ціа Новаре́зе (італ. Letizia Novarese); нар. 12 серпня 1941) — італійська акторка.

## Біографія
Дочка костюмера і сценографа Вітторіо Ніно Новарезе і акторки Джуліани Джанні. Навчався у Швейцарії і переїхала до США в Лос-Анджелес на початку 1959-го. Вивчала акторську майстерність у 20th Century Fox.

## Фільмографія
- Cafè Europa (1960)
- L'oro dei sette santi (1961)
- I pirati di Tortuga (1961)
- Ponzio Pilato (1962)
- I lancieri neri (1962)
- La rimpatriata (1963)
- Un tentativo sentimentale (1963)
- La ragazza che sapeva troppo (1963)
- I baci (1964)
- Fanny Hill (1964)
- Heirate mich, Cherie (1964)
- Die schwedische Jungfrau (1965)
- Die Herren (1965)
- Sopra e sotto il letto (1965)
- An der Donau, wenn der Wein blüht (1965)
- Surehand (1965)
- Comando de asesinos (1966)
- I forti di Forte Coraggio (1966)
- Organizzazione U.N.C.L.E. (1966)
- Le spie (1967)
- Mannix (1967)
- I giorni di Bryan (1967)
- La grande vallata (1967)
- To Die in Paris (1968)
- The Andy Griffith Show (1968)